# Рейнский экспрессионизм

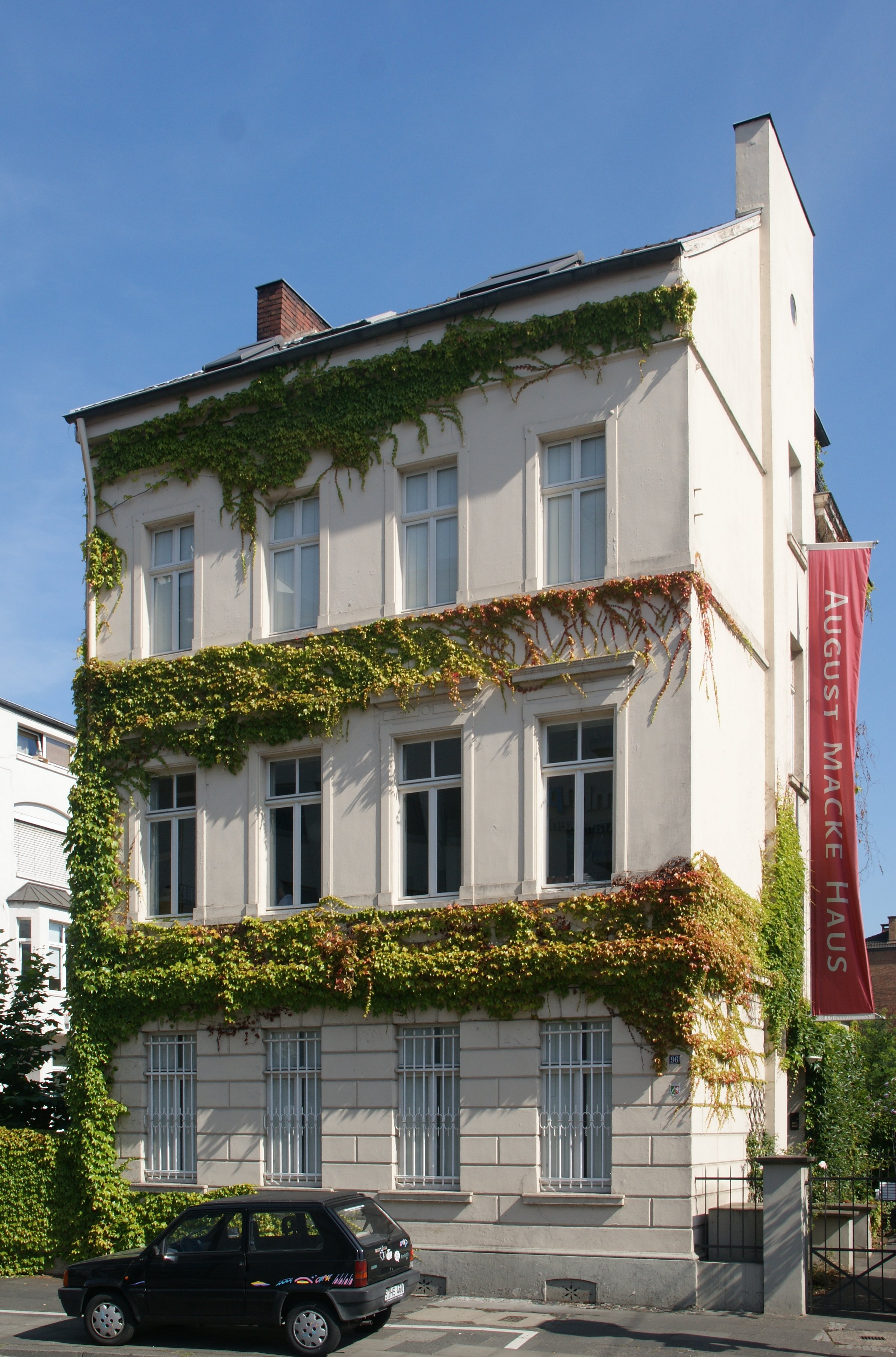
Август-Макке-хауз в Бонне

Рейнский экспрессионизм, или Рейнские экспрессионисты (нем. Rheinischen Expressionismus, Rheinische Expressionisten) — авангардистская художественная группа, возникшая в Германии в период перед Первой мировой войной.
Группа Рейнские экспрессионисты возникла в западной Германии, на территории Рейнланда и объединяла художников, рисовавших в экспрессионистском стиле. У них не было конкретно разработанной творческой концепции, однако все они склонялись к таким направлениям авангардного искусства, как фовизм или футуризм. Сам термин Рейнский экспрессионизм ввёл в употребление Август Макке.
В 1912 году художники Рейнского экспрессионизма выставляют свои работы на знаменитой выставке Зондербунда в Кёльне. В следующем году А. Макке инициирует «Выставку рейнских экспрессионистов» в Бонне. Целью А. Макке было сделать Рейнланд третьим центром немецкого авангардистского искусства, наряду с Берлином и Мюнхеном. На боннской выставке, проходившей с 10 июля по 13 августа 1913 года, были представлены работы 13 художников. На состоявшемся в сентябре 1913 года в Берлине «Первом немецком осеннем салоне» были выставлены произведения восьми живописцев из группы Рейнских экспрессионистов.
С началом Первой мировой войны наступил кризисный момент в развитии группы. Многие её художники ушли на фронт, А. Макке и Франц Хенселер погибли в боях. В 1919 году часть художников из Рейнских экспрессионистов вошла в группу Молодой Рейнланд.
Архив группы Рейнский экспрессионизм ныне находится в боннском музее Август-Макке-хауз.

## Представители группы
В группу Рейнский экспрессионизм входили следующие художники:
- Генрих Кампендонк
- Генрих Даврингхаузен
- Эрнст Энгерт
- Макс Эрнст
- Отто Фельдман
- Франц Хенселер
- Франц Янсен
- Йозеф Кёльшбах
- Ульрих Леман
- Август Макке
- Гельмут Маке
- Карло Мензе
- Генрих Науэн
- Мария Малаховская-Науэн
- Вальтер Офей
- Ольга Оппенгеймер
- Герман Шмиц
- Пауль Зехауз
- Вильям Штраубе
- Ганс Туар